# Јевтимије Мадитски
Свети Јевтимије Мадитски је светитељ православне цркве. 
Његов спомен празнује се 5. маја.

## Биографија
Рођен је у Епивату у Тракији почетком 10. века и био је изданак византијске породице „Рецели“, док му је сестра била света Параскева Епиватска (празнује се 14. октобра). После очеве смрти, Јевтимије је одведен у манастир у Цариград, где је остао тридесет година, истичући се духовним подвигом. Затим је напустио манастир и тамо живео као пустињак.
За јерођакона га је у старости рукоположио Епископ перинтски, а за јеромонаха други епископ. Коначно, постављен је за епископа града Мадита у Хелеспонту, истакнутог по врлини и пастирским способностима. Верује се да је за живота учинио многа чуда и исцељивао губавце и глувонеме.
Репутација предвиђања светог Јевтимија допрла је до палата, па је цар Василије II отпутовао из Цариграда у Мадит да пита за мишљење светитеља. Ту је свети Јевтимије предвидео победу Василија против Варде Фоке 989. године.
Умро је између 989. - 996. године 
Око 300 година касније, Мелетије из Атине, који је у то време председавао Црквом Мадита и Коили, замолио је Георгија Кипријана, каснијег цариградског патријарха, да напише хвалоспев Светом Јевтимију, који је један од драгуља средњовизантијског песништва.